# Zero Point Module
ZPM je okrajšava za »Zero Point Module« (angleško modul ničelne točke). To je izmišljena naprava iz vesolja Zvezdnih vrat, ki iz podprostora črpa energijo. Ta energija je tako ogromna, da so lahko trije ZPM napajali ščite Atlantide in jo ščitili 10.000 let pred pritiskom približno 200 metrov pod morsko gladino.